# Камінна душа (фільм)
«Камінна душа» — художній фільм режисера Станіслава Клименка, відзнятий 1988 року Київською кіностудією художніх фільмів ім. О. Довженка в селищі Верховина Івано-Франківської області. Екранізація однойменної повісті Гната Хоткевича.
Прем'єра відбулася 4 вересня 1989 року.

## Сюжет
Події XIX ст. на Гуцульщині. Однієї з легенд про опришківських ватажків, які боролися з австрійськими жандармами, польськими магнатами та їхніми мандаторами. Романтична історія про всепоглинаючі фатальні почуття, висвітлена через долі головних героїв картини: хороброго ватажка опришків Дмитра Марусяка, красуні-гуцулки Катерини, юної попаді Марусі та грізного жандарма Юріштана.

## Акторський склад
У головних ролях
- Анатолій Хостікоєв — Дмитро Марусяк
- Марина Могілевська — Маруся
- Юлія Тархова — Катерина
- Олексій Горбунов — Юріштан
- Петро Бенюк — отець Василій
- Федір Стригун — Юрчик Неклопотана Голова
- Валентин Троцюк — Бідочук

У другорядний ролях
- Богдан Бенюк — Кудиль
- Володимир Абазопуло — Ільчук
- Костянтин Степанков — Старий опришок
- Михайло Ігнатов — Одноокий
- Стефан Мерцало — Бойчук
- Остап Ступка — Іванко
- Тетяна Струмковська — Оришка
- Богдан Ступка — Старий Марусяк
- Наталія Наум — Мати Марусяка
- Ігор Слободський — Гердлічка
- Тетяна Орленко — Мати отця Василія
- Людмила Никончук — Оксана
- Орест Кулешир — Чоловік Оксани

Решта акторів
- В.Антонов
- Т.Литвиненко
- К.Турієв
- В.Хорошко
- I.Моцак
- Ю.Потапенко
- С.Кузьменко
- Л.Лобза
- О.Григорович
- В.Мазур
- Ю.Рудченко
- О.Ящук
- О.Задніпровський
- Й.Найдук
- Д.Верстюк
- М.Заграничний
- С.Рій
- Т.Огнєвая

## Творча команда
- Автор сценарію: Георгій Шевченко

Офіційний україномовний постер №2 художника Олексія Штанка (1981)

- Режисер-постановник: Станіслав Клименко
- Оператори-постановники: Віктор Політов, Павло Небера
- Художники-постановники: Анатолій Мамонтов, Микола Поштаренко
- Композитор: Євген Станкович
- Звукорежисер: Анатолій Чорнооченко
- Режисери: I.Гуляєва, В.Янпавліс
- Оператори: М.Сергієнко, А.Клопов
- Монтаж: I.Басніної
- Костюми: Н.Коваленко
- Костюмер: З.Буневич
- Грим: О.Кузьменко
- Художник-фотограф: Г.Горський
- Піротехнік: О.Троцевський
- Майстер-світлотехнік: В.Чернишенко
- Каскадери: О.Філатов, О.Баранов, М.Данилов, О.Зубченко
- Комбіновані зйомки:
  - оператор — Б.Сєрьожкін
  - художник — М.Полунін
- Консультанти:
  - Я.Грендиш (Львівський музей етнографії та художнього промислу АН УРСР)
  - Л.Кречковський (Коломийський музей народного мистецтва Гуцульщини)
- Консультант з гуцульського діалекту: Я.Гавучак
- Асистенти:
  - режисера — Л.Кульчицька, А.Капацевич, В.Капітоненко
  - оператора — О.Козило
- Адміністративна група: А.Рудіна, А.Коханський, I.Клименко, В.Федоровський
- Державний симфонічний оркестр УРСР — диригент Ігор Блажков
- Редактор: Олександр Шевченко
- Директор знімальної групи: Леонід Перерва

## Виробництво
У зйомках брали участь жителі Верховинського району Івано-Франківської області.